# Sinapidendron frutescens
Sinapidendron frutescens é uma espécie de planta com flor pertencente à família Brassicaceae. 
A autoridade científica da espécie é (Sol.) Lowe, tendo sido publicada em Trans. Cambridge Philos. Soc. iv. (1831) 37..

## Portugal
Trata-se de uma espécie presente no território português, nomeadamente os seguintes táxones infraespecíficos:
- Sinapidendron frutescens subsp. frutescens - presente no Arquipélago da Madeira. Em termos de naturalidade é endémica da região atrás referida. Não se encontra protegida por legislação portuguesa ou da Comunidade Europeia.
- Sinapidendron frutescens subsp. succulentum - presente no Arquipélago da Madeira. Em termos de naturalidade é endémica da região atrás referida. Não se encontra protegida por legislação portuguesa ou da Comunidade Europeia.